# BMSG
株式会社BMSG（ビーエムエスジー、英: BMSG Inc.）は、日本の音楽プロダクション。
代表取締役はラッパーでAAAメンバーの日高光啓（SKY-HI）。BMSGアーティストが所属している音楽レーベルは、エイベックス・エンタテインメントと共同設立した「B-ME（ビーミー）」、ユニバーサル ミュージックと共同設立した「BE-U（ビーユー）」、完全自社レーベルの「Bullmoose Records」の3つ。

## 概要
「才能を殺さないために」というスローガンの基、アーティストが自分らしく才能を開花させることのできる環境を作り、日本の音楽の新しい可能性を守ることを目的として発足された。
会社の運営方針、所属タレントの育成方針として「HEALTHY&HONESTY(ヘルシー&オネスティー)」を掲げており、他の芸能事務所よりも透明性の高い組織運営を目指すべく、多数の取り組みを実施している。
所属タレントのマネジメント方針としては、「クオリティ FIRST」、「クリエイティブ FIRST」、「アーティストFIRST」の3つの「FIRST」を掲げている他、 「芸能のルールより世の中の常識」といった部分に軸を置いたタレントマネジメントが特徴。
名前のBMSGは、自分のままいられる空間という意味の「Be MySelf Group」に由来しており、それぞれの頭文字には、Brave（勇敢）、Massive（巨大）、Survive（生存）、Groove（高揚）の意味が込められている。

## 沿革
2020年9月18日 - ラッパーでAAAメンバーのSKY-HIが、自身が主宰する音楽マネジメントレーベル「BMSG」と、エイベックス・エンタテインメントとの共同レコードレーベル「B-ME」を設立。
同年9月26日 - SKY-HI自身がYouTubeの生配信で「#SKYHI実家ワンマン」を開催。当時は新型コロナウイルスが流行していた影響もあり、実家からの生配信となった。簡易的なワンマンライブといった形で10数曲を披露した傍らで、
- 「(SKY-HI名義として) エイベックス・マネジメント からの独立」
- 「音楽レーベル・芸能事務所「BMSG」の設立の報告」
- 「ボーイズグループオーディション『THE FIRST』の実施」
- 「第1弾アーティストとして、ラッパーのNovel CoreがGRAND MASTERから移籍。それに伴い、Novel Coreが「B-ME」からメジャーデビュー」

の4点を発表した。
※AAAの「日高光啓」名義はエイベックス・マネジメントとタレント契約継続中のためエイベックスにある。
同年10月16日、第1弾アーティストとして、Novel Coreがメジャーデビュー。
2021年4月2日 - BMSG企画の第1回オーディション番組『THE FIRST』の放送を開始。同年11月3日、第2弾アーティストとして、同番組から誕生した7人組ボーイズグループ「BE:FIRST」がメジャーデビュー。
2022年6月8日 - 約1週間、渋谷に「新章突入」と書かれたポスターを多数掲載した。
2022年9月17日・18日 - BMSGによる音楽フェス「BMSG FES’22」を山梨県の富士急ハイランドコニファーフォレストで開催。
2022年11月22日 - ユニバーサルミュージックと合同で音楽レーベル「BE-U」を設立。2023年春に新グループ「MAZZEL」をデビューさせることを発表。同グループにTHE FIRSTのファイナリストでTRAINEE(練習生)のRANが加入することが併せて発表された。
2023年1月13日 - BMSG企画のオーディションドキュメンタリー番組「MISSION×2」がBMSG公式YouTubeチャンネルにて配信スタートした。その番組でMAZZEL誕生までの一部始終に密着、全12話。
- MISSION×2の最終回（2022年10月30日撮影、2023年3月30日配信）で結成メンバーが発表された。
- 3月31日 - グループ結成後の初音源となるプレデビュー曲「MISSION」をデジタルリリース。この曲は、オーディションの課題曲として社長のSKY-HIより楽曲提供された。

2023年2月20日 - 本社を東京都渋谷区に移転。
2023年5月17日 - 8人組ボーイズグループ「MAZZEL」がユニバーサルミュージック×BMSGの音楽レーベル「BE-U」よりメジャーデビュー。デビュー曲は「Vivid」。
2023年9月23日・24日 - BMSGによる音楽フェス「BMSG FES '23」の東京公演を東京体育館にて開催。
2023年9月30日・10月1日 - BMSGによる音楽フェス「BMSG FES '23」の大阪公演を大阪城ホールにて開催。
2023年11月4日 - 2024年に開催するちゃんみなによるガールズグループプロジェクト「No No Girls」に、経営とマネジメントの部分でBMSGが参画することを発表。BMSG傘下の新たなプロダクション「B-RAVE」でのマネジメントとなる。
2024年7月22日 - 本社を東京都港区に移転。
2024年9月21日・22日・23日 - BMSGによる音楽フェス「BMSG FES '24」をKアリーナ横浜にて3日間計6公演 (昼公演と夜公演の2公演ずつ) 開催。本イベント内でBMSG TRAINEE（練習生）として活動していたRUI・TAIKI・KANONを含む、ボーイズグループオーディション『THE LAST PIECE』の開催が発表された。
2024年11月11日、BMSG社内レーベルBullmoose RecordsよりTRAINEEのRUI・TAIKI・KANONによる EPシングル 「Forked Road」を配信リリース。
2025年4月、NexTone Award 2025で特別賞を受賞。

## 所属アーティスト
※日付は事務所で活動を開始したデビュー日を記載
ソロ
- SKY-HI（2020年9月18日 - ）
- Novel Core（2020年10月16日 - ）
- Aile The Shota（2022年1月5日 - ）
- edhiii boi（2022年1月12日 - )
- REIKO (2023年10月6日- )

グループ
- BE:FIRST（2021年11月3日 - ）
- MAZZEL（2023年5月17日 - ）
- HANA (2025年4月2日 - )

BMSG TRAINEE （練習生）
1期生
- RUI
- TAIKI
- KANON[15]

追加トレーニー10名（7月発表組）
- REN
- YUTA
- RAIKI
- GOICHI
- KAIRI
- RYOMA
- COTA
- KEITO
- TAICHI
- KEI

追加トレーニー8名（12月発表組）
- AOI
- HALU
- TOMOKI
- REN
- YAMATO
- MITUHIKO
- TERUHIKO
- YUTA

### B-RAVE
BMSG傘下の音楽プロダクション
所属アーティスト
- HANA (2025年4月2日 - )

## 作品

### 配信シングル
- BMSG ALLSTARS「New Chapter」（2022年9月18日、BMSG）[17]
- BMSG EAST「The Sun from the EAST」（2023年9月18日、BMSG）
- BMSG WEST「The Sun from the WEST」（2023年9月18日、BMSG）
- BMSG MARINE「Memoria」（2024年9月18日、Bullmoose Records）
- BMSG SKY「Swan's War」（2024年9月18日、Bullmoose Records）
- BMSG GAIA「Glitch」（2024年9月18日、Bullmoose Records）
- BMSG TRAINEE(RUI・TAIKI・KANON) EP single「Forked Road」（2024年11月11日、BMSG/Bullmoose Records）

### 映像作品
- BMSG ALLSTARS「BMSG FES'23」（2024年1月31日、BMSG）
- BMSG ALLSTARS「BMSG FES'24」（2025年1月15日、BMSG）[18]

## 傘下の音楽レーベル

### B-ME（ビーミー）
エイベックス・エンタテインメント (現: エイベックス・ミュージック・クリエイティヴ) と共同設立したメジャーレーベル。読み方は「ビーミー」 
規格品番の販社コードはAVxx。(xxにはCDやXDなど販売されるものによって入るコードが異なる。) 
所属アーティスト
- SKY-HI
- Novel Core
- BE:FIRST

### BE-U（ビーユー）
ユニバーサル ミュージックと共同設立したメジャーレーベル。読み方は「ビーユー」
規格品番の販社コードはUMCB。
所属アーティスト
- MAZZEL
- REIKO

### Bullmoose Records（ブルムース・レコーズ）
BMSGの独自レーベル。SKY-HIがエイベックス・マネジメントに在籍していた際に立ち上げたインディーズの音楽レーベル「BULLMOOSE」が前身。
以前は、Virgin Music Label & Artist Servicesによる、ユニバーサルミュージックの流通ルートを利用してメジャー流通を行っていた。現在は自社流通による販促がメイン。
規格品番の販社コードは「BMSG - ○○○○」。
所属アーティスト
- Aile The Shota
- edhiii boi
- BMSG TRAINEE - 練習生。
- BMSG POSSE - BMSGのソロアーティスト (SKY-HI・Novel Core・Aile The Shota・edhiii boi・REIKO) の5人で構成されたグループ。

このレーベルは、BMSG FES '24のグループ (BMSG MARINE・BMSG SKY・BMSG GAIA) 楽曲もリリースされているだけでなく、BMSG POSSE のメンバーを中心として制作された外部のアーティストとのコラボ楽曲をリリースする際にも使用されている。
「独立したアーティストやアイドルの活動支援」といった目的でもBullmoose Recordsを稼働させていく可能性が示唆されており、仮に本格的に稼働した場合、マネジメントや原盤制作、楽曲配信までオーダーメイドの形で契約を結び、支援するサービスを開始する方針であることが明かされた。これにより、今後はBullmoose Records所属の外部アーティストが増える可能性がある。

### B-RAVE
BMSGとちゃんみなが手掛けるガールズグループオーディション「No No Girls -BMSG × CHANMINA Girls Group Audition Project 2024-」と同時に設立が発表されたBMSG傘下の新たな芸能事務所。
所属アーティスト
- HANA

No No Girlsでは、BMSGは経営とマネジメントのみ関与し、プロデュースの部分はBMSGオーナーのSKY-HIと親交があったちゃんみなにすべて一任する形を取っている。本オーディションでは、「SKY-HIは『直接は』審査に関わっていない。」という点で「THE FIRST」とは異なっている。
No No Girlsのコンセプトは「ずっとNoと言われてきた女の子が自らの個性と才能を開花させる」。